# Henri Ernest Baillon
Henri Ernest Baillon (ur. 30 listopada 1827 w Calais, zm. 19 lipca 1895 w Paryżu) – francuski lekarz, botanik i mykolog.
Uzyskał doktorat z medycyny w Paryżu i od 1863 wykładał historię medycyny naturalnej na Uniwersytecie Paryskim. Później został profesorem higieny i historii naturalnej w École Centrale des Arts et Manufactures. Był dyrektorerm ogrodu botanicznego w Paryżu. W 1854 został członkiem Francuskiego Towarzystwa Botanicznego, w 1867 członkiem Legii Honorowej, w 1894 członkiem Royal Society w Londonie.
Jest autorem m.in. 4-tomowego dzieła „Dictionnaire de botanique” wydanego w latach 1876–1892. Praca ta zawiera ryciny o dużej wartości artystycznej. W 12 tomie dzieła „Flora brasiliensis” opisał Dichapetaleae. Zredagował także rozdział o Phytocreneae w tomie 17 dzieła „Prodromus systematis naturalis regni vegetabilis” Augustina Pyramusa de Candolle.
Przy nazwach naukowych utworzonych przez niego taksonów standardowo dodawany jest skrót jego nazwiska Baill. (zobacz: lista skrótów nazwisk botaników i mykologów). Na jego cześć nazwano rodzaj roślin Baillonia Bocq. & Baill.